# Argentinomyia tropicus
Argentinomyia tropicus är en tvåvingeart som först beskrevs av Charles Howard Curran 1937.  Argentinomyia tropicus ingår i släktet Argentinomyia och familjen blomflugor. Inga underarter finns listade i Catalogue of Life.